# La Femme du boulanger
Pour plus de détails, voir Fiche technique et Distribution.
La Femme du boulanger est un film français réalisé par Marcel Pagnol, sorti en 1938, adaptation d'un épisode du roman Jean le Bleu de Jean Giono. Dans la distribution, on retrouve une grande partie des acteurs récurrents des films de Pagnol, comme notamment Raimu, Ginette Leclerc, Fernand Charpin, Édouard Delmont, Robert Vattier, Alida Rouffe, Charles Blavette, Marcel Maupi, Robert Bassac ou encore Paul Dullac.

## Synopsis
Dans un modeste village de haute Provence, un boulanger récemment installé mais dont le travail est apprécié par tous ses clients, découvre un matin que sa jeune femme est partie avec un berger. Il décide de faire la grève du pain tant que sa femme n'est pas revenue. Le village se mobilise afin de retrouver sa boulangère. Quelque temps plus tard, un témoin aperçoit la femme sur un cheval, accompagnée du berger. Après une courte liaison passionnelle, l'épouse délaissée par son amant, entreprend de rejoindre la boulangerie pour supplier son mari de lui pardonner. Au même moment, Pomponnette la chatte du boulanger qui s'est également enfuie quelques jours auparavant, retrouve aussi son abri près du pétrin ; le boulanger, apostrophe l'animal en présence de sa femme, s'adressant en réalité à elle…

## Fiche technique
- Titre : La Femme du boulanger
- Titre anglais : The Baker's Wife
- Réalisation : Marcel Pagnol

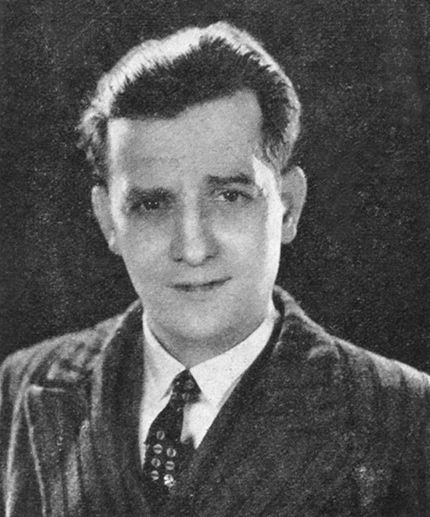
Marcel Pagnol, producteur, scénariste et réalisateur du film La Femme du boulanger (ici avant 1931).

- Scénario et dialogues : Marcel Pagnol, d'après un épisode de Jean le Bleu de Jean Giono
- Musique : Vincent Scotto
- Photographie : Georges Benoît
- Son : Marcel Lavoignat
- Montage : Marguerite Renoir, Suzanne de Troye, assistées de Jeannette Ginestet
- Photographe de plateau : Roger Corbeau
- Production : Les Films Marcel Pagnol
- Pays d'origine :  France
- Format : Noir et blanc - 1,37:1 - 35 mm
- Genre : Comédie dramatique, mélodrame
- Durée : 130 minutes
- Dates de sortie :
  - France : 7 septembre 1938
  - États-Unis : 26 février 1940

## Distribution

Distribution : rôles principaux
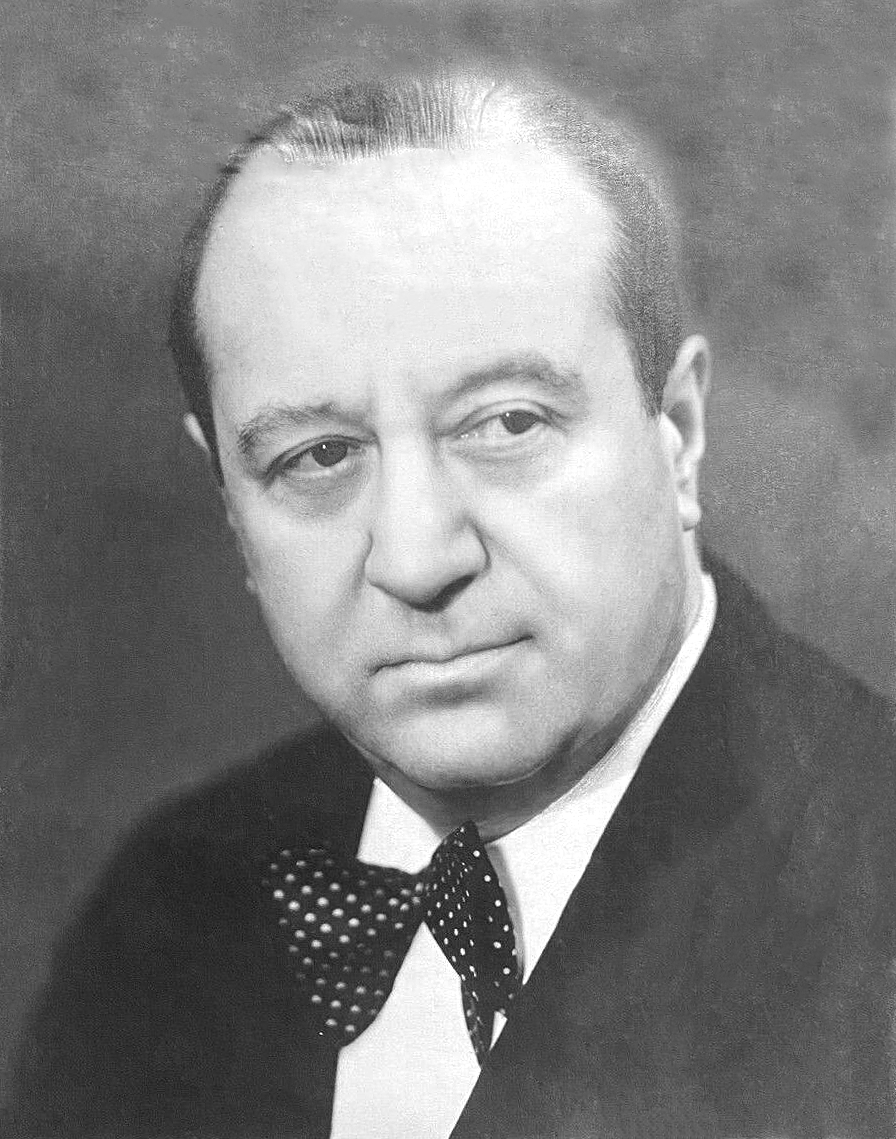
Raimu, le boulanger
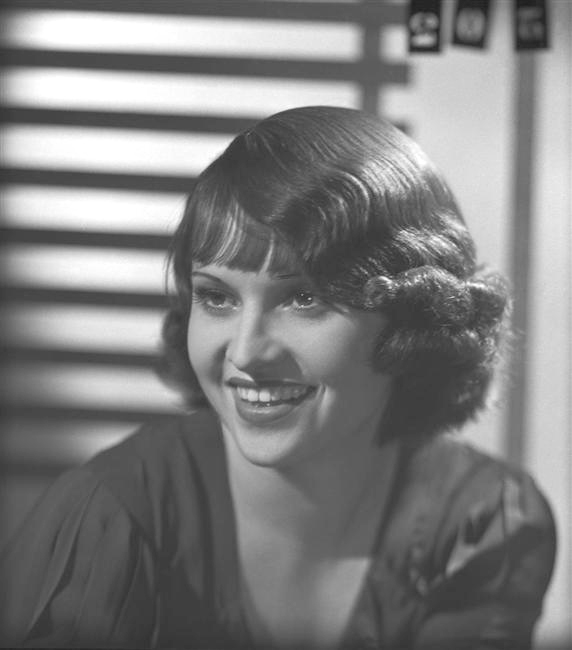
Ginette Leclerc, la femme du boulanger
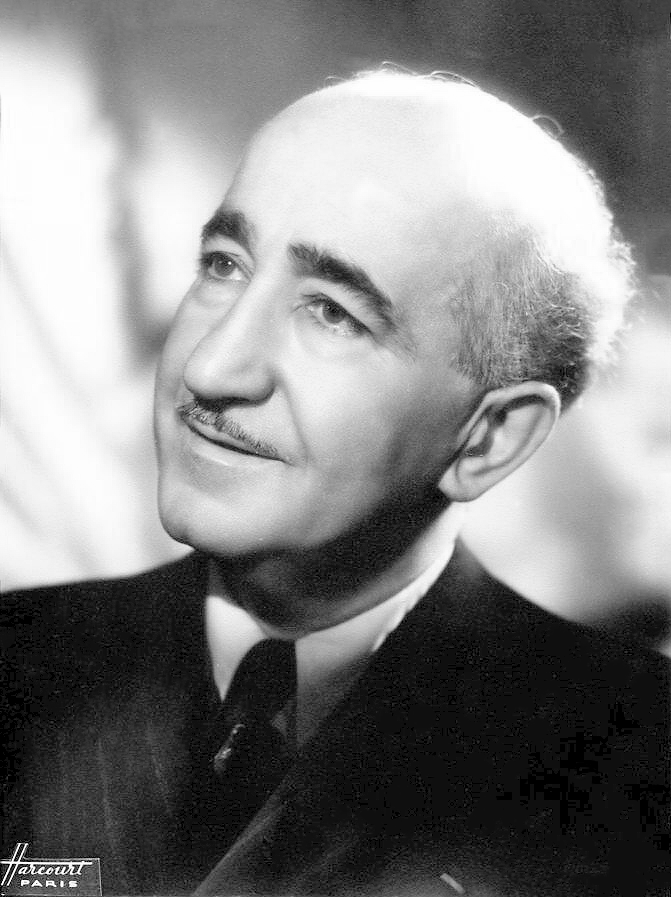
Fernand Charpin, le marquis
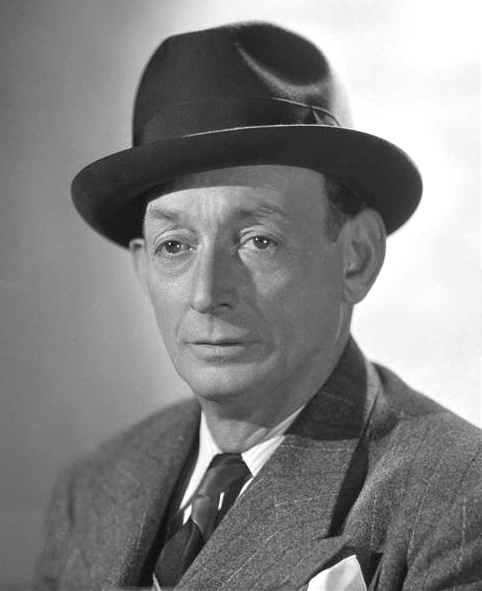
Édouard Delmont, Maillefer le pêcheur
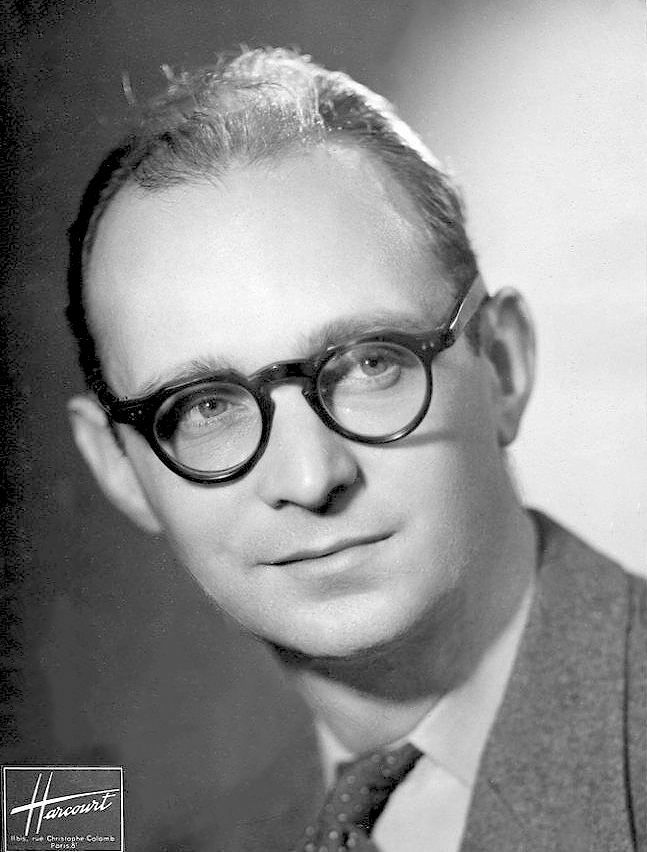
Robert Vattier, le curé
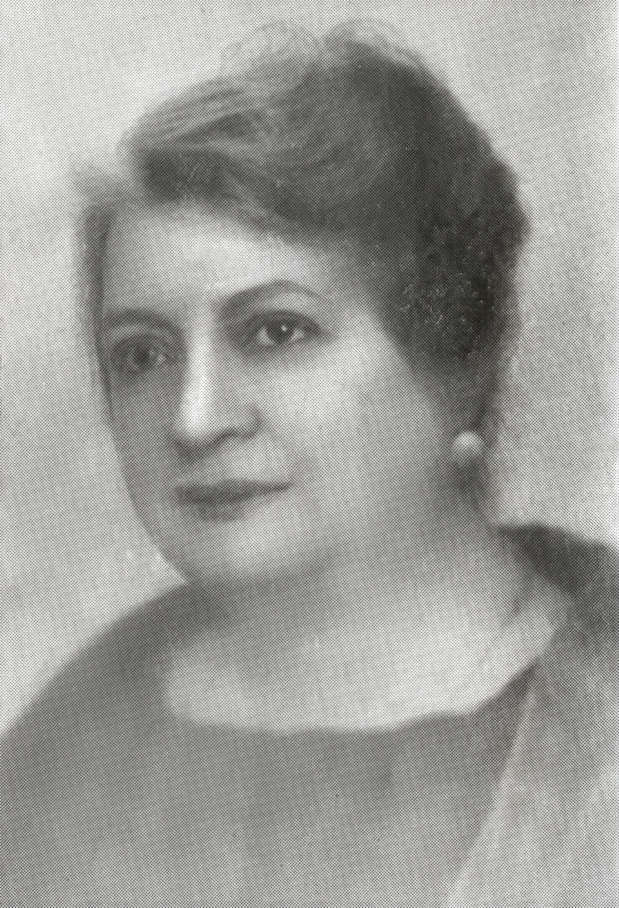
Alida Rouffe, la bonne du curé
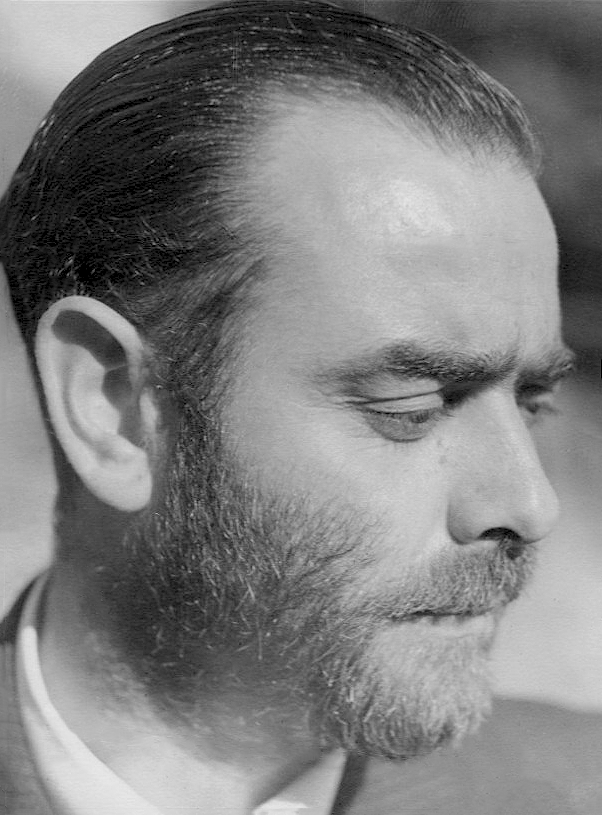
Charles Blavette, Antonin dit « Tonin »
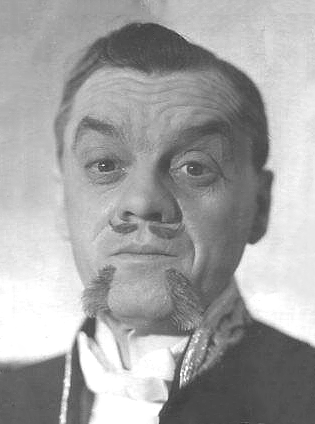
Marcel Maupi, Barnabé
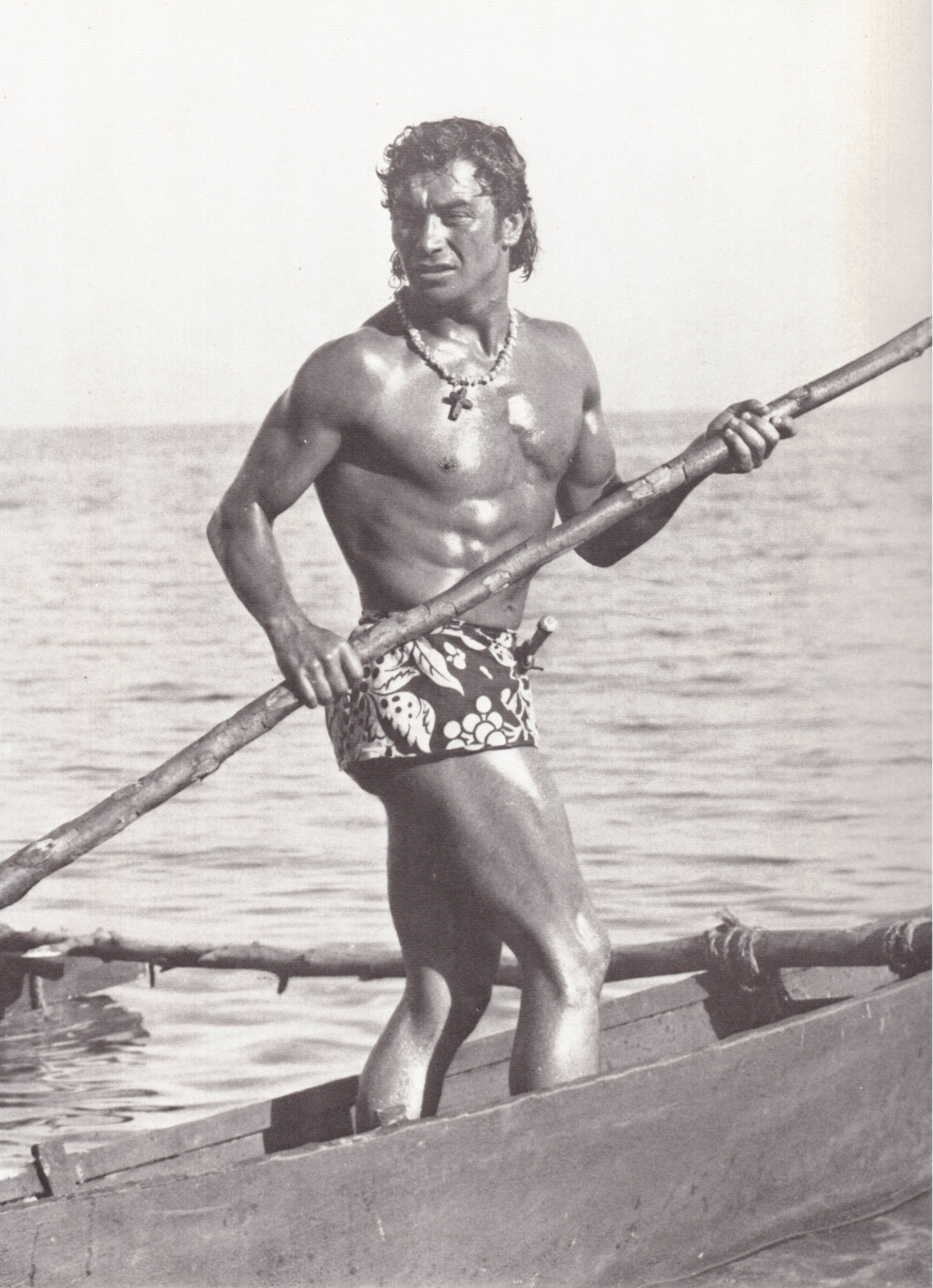
Charles Moulin, le berger piémontais
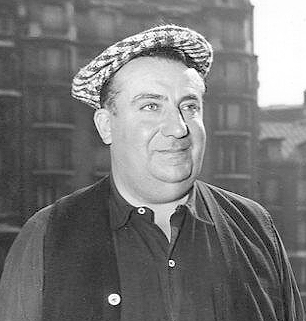
Paul Dullac, le buraliste

- Raimu : Amable Castanier, le boulanger
- Ginette Leclerc : Aurélie, la femme du boulanger
- Fernand Charpin : le Marquis Castan de Venelles
- Charles Moulin : Dominique, le berger piémontais
- Édouard Delmont : Maillefer dit « Patience », le pêcheur
- Robert Vattier : le curé
- Charles Blavette : Antonin dit « Tonin »
- Robert Bassac : l'instituteur
- Marcel Maupi : Barnabé
- Alida Rouffe : Céleste, la bonne du curé
- Odette Roger : Miette, la femme d'Antonin
- Yvette Fournier : Hermine
- Maximilienne Max : Mlle Angèle
- Charblay (Jean-Baptiste Chappe) : Arsène, le boucher
- Julien Maffre : Pétugue
- Adrien Legros : Barthelemy
- Jean Castan : Esprit, un berger
- Marius Roux : un messager
- José Tyrand : un messager
- Gustave Merle : le Papet
- Paul Dullac : Casimir, le buraliste

## Histoire du texte et première adaptation par Pagnol
Marcel Pagnol avait écrit une historiette destinée au cinéma sous le titre Le Boulanger Amable. Amable est un boulanger ivrogne sauvé de la déchéance par l’amour d’une servante d’auberge qui devient sa boulangère.
Ce récit devait devenir un film, mais Pagnol lut une nouvelle de Jean Giono, La Femme du boulanger, et décida de tourner plutôt l’histoire de ce « pauvre homme habité par un grand amour et qui ne faisait plus de pain parce que sa femme était partie ». C’est le fameux film de 1938, avec Raimu dans le rôle-titre, qui fit l’admiration d’Orson Welles.
Le scénario est assez différent du récit violent que Giono insérera dans Jean le Bleu. Les bergers de Giono sont des mâles fiers et sauvages qui dansent autour de grands brasiers ; les villageois en viennent aux poings ; le marquis est un seigneur mystérieux accompagné de créatures sensuelles.
Pagnol avait déjà adapté trois œuvres de Giono : Jofroi de la Maussan donna le film Jofroi en 1933, Un de Baumugnes devint Angèle en 1934 et Regain fut porté à l’écran sous ce même nom en 1937. La Femme du boulanger est donc le dernier film de la « période Giono ».

## Choix des interprètes
À l'époque où Pagnol prépare le tournage de La Femme du boulanger, il est en froid avec Raimu. L'auteur envisage alors de confier le rôle du boulanger à un autre de ses interprètes habituels, Marcel Maupi, car celui-ci correspond à la description du boulanger par Jean Giono : « C'était un petit homme, et il était tellement maigre, que l'on ne trouvait jamais de maillots assez petits pour lui… ». Mais bientôt une évidence s'impose, et Maupi lui-même reconnait qu'« il n'y a qu'un comédien pour jouer le rôle du boulanger, c'est Jules [Raimu] ». Mais Raimu se fait prier, et Pagnol, agacé par son « numéro de coquette », décide d'engager Henri Poupon pour jouer le rôle du boulanger. Finalement, après beaucoup d'hésitations, de bouderies et de réconciliations entre l'auteur et son acteur fétiche, Raimu accepte d'interpréter le rôle d'Amable. À noter que c'est Ginette Leclerc elle-même qui a insisté pour que Raimu tienne le rôle sinon elle refusait de tourner dans le film, Marcel Pagnol fâché à l'époque avec Raimu lui a dit « vous n'avez qu'à lui téléphoner » ce qu'elle a fait (entretien de 1976 sur le film « La Femme du boulanger »).
Pour le choix de l'interprète d’Aurélie, le cinéaste-auteur hésite longuement. Pendant un moment, il pense engager l'actrice américaine Joan Crawford, dont l'agent est contacté ; mais comme elle ne parle pas le français, Pagnol réduit au minimum les répliques du personnage d'Aurélie. Raimu suggère alors le nom d'une comédienne qui a été sa partenaire sur scène et qu'il a remarqué dans Prison sans barreaux, Ginette Leclerc ; celle-ci accepte, elle est devenue une vedette grâce à ce rôle.
Le tournage a eu lieu dans le petit village du Castellet, près de Bandol.

## Réception du film
- Au moment de la sortie du film en 1938, Henri Jeanson écrit dans une chronique parue dans le journal La Flèche :

« […] D'une nouvelle de Jean Giono, Pagnol a tiré un film tout simple, un film admirable, un film qui a de la noblesse et de la grandeur, un film déjà classique. Il a pris des personnages de tous les jours, un instituteur, un berger, un boulanger, un curé. Il a pris une anecdote éternelle et banale : l'anecdote du mari trompé. Il a pris un acteur : Raimu. Et il a pris son porte-plume. Voilà pourquoi son film n'est pas muet. Et voilà pourquoi son film est un chef-d'œuvre. Du cinéma ? Non, du Pagnol ! Pagnol n'a pas essayé de photographier la Provence, ce n'est pas son affaire. Il n'a pas essayé de trouver l'émotion dans sa caméra, ce n'est pas son métier. […] Il a fait parler Raimu. Il a fait jouer Raimu. Il n'a pas quitté Raimu, il n'a pas cessé de tourner autour de Raimu. Il a pris Raimu en flagrant délit de talent. Et nous avons constaté que le Raimu pagnolisé était mille fois plus émouvant que tous les travellings du monde, mille fois plus passionnant que toutes les aventures du monde, mille fois plus suggestif que tous les artifices du monde […] »

- Sorti en plein gouvernement de Front populaire en France, en 1938, le rôle du marquis, incarné dans le film par Fernand Charpin, sera fortement critiqué, surtout par des critiques aux idées républicaines bien établies (exemples? citations?). Il était reproché le caractère paternaliste du personnage, confronté à des habitants d'un village aux racines très populaires. À l'époque, la République, présente en France depuis 1870, était encore fragile, car remise en question par des mouvements politiques comme les Croix-de-Feu ou les Camelots du roi.

## Autres adaptations

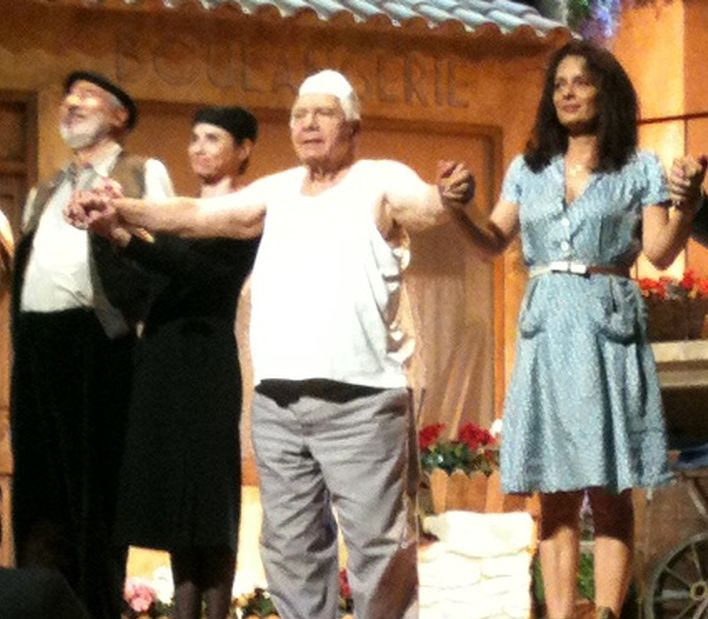
Michel Galabru en 2012 interprétant Aimable Castanier, le boulanger.

En 1943, Giono, en bisbille avec Pagnol, adapte sa nouvelle pour le théâtre. Le boulanger, abandonné par sa femme, tente au départ de se faire passer pour mort afin « d’effacer la vie » et il en profite pour dire ses quatre vérités à tout le village.
Après la Seconde Guerre mondiale, Pagnol adapte son propre film pour la scène et une troupe de jeunes comédiens en donna une unique représentation.
En 1985, sa pièce est reprise par Jérôme Savary avec Michel Galabru dans le rôle du boulanger et Valérie Mairesse dans le rôle d'Aurélie.
En 1998, une nouvelle version du film de Pagnol est tournée pour la télévision par Nicolas Ribowski avec Roger Hanin.
En décembre 2010, une pièce filmée en direct, version adaptée et mise en scène par Alain Sachs, est diffusée sur France 2, à nouveau avec Michel Galabru dans le rôle du boulanger. Philippe Caubère y est le marquis, Titoff le curé, Jean Galabru l'instituteur et Patrick Fiori le berger donnant la sérénade. Autres interprètes : Bernadette Lafont (Céleste), Laëtitia Milot (Aurélie, la boulangère), Bernard Larmande (Barnabé), Maxime Lombard (Maillefer), Roger Souza (Antonin), Jean-Claude Baudracco (Pétugue), Jean-Claude Bourbault (Casimir), Michèle Garcia (Miette), Jean-Marie Lecoq (Arsène, le boucher), Clémence Massart (Céleste), Julien Baudracco (Esprit) et Emmanuelle Galabru (Petite).
En 2012, la pièce est de nouveau jouée avec Michel Galabru au théâtre Hébertot à Paris avec pour compagnons de scène Christophe Abrial, Julien Cafaro, Jean Galabru, Sylvie Genty, Marianne Giraud, Bernard Larmande, Maxime Lombard, Christophe Mondoloni, Dominique Régnier, Roger Souza et Philippe Uchan. Il s'ensuit une tournée en province à partir du mois d'octobre 2012 jusqu'à février 2013 pour plus de 200 dates jouées par Michel Galabru et sa troupe de comédiens dans une mise en scène d'Alain Sachs.